# Praia da Coroa Vermelha

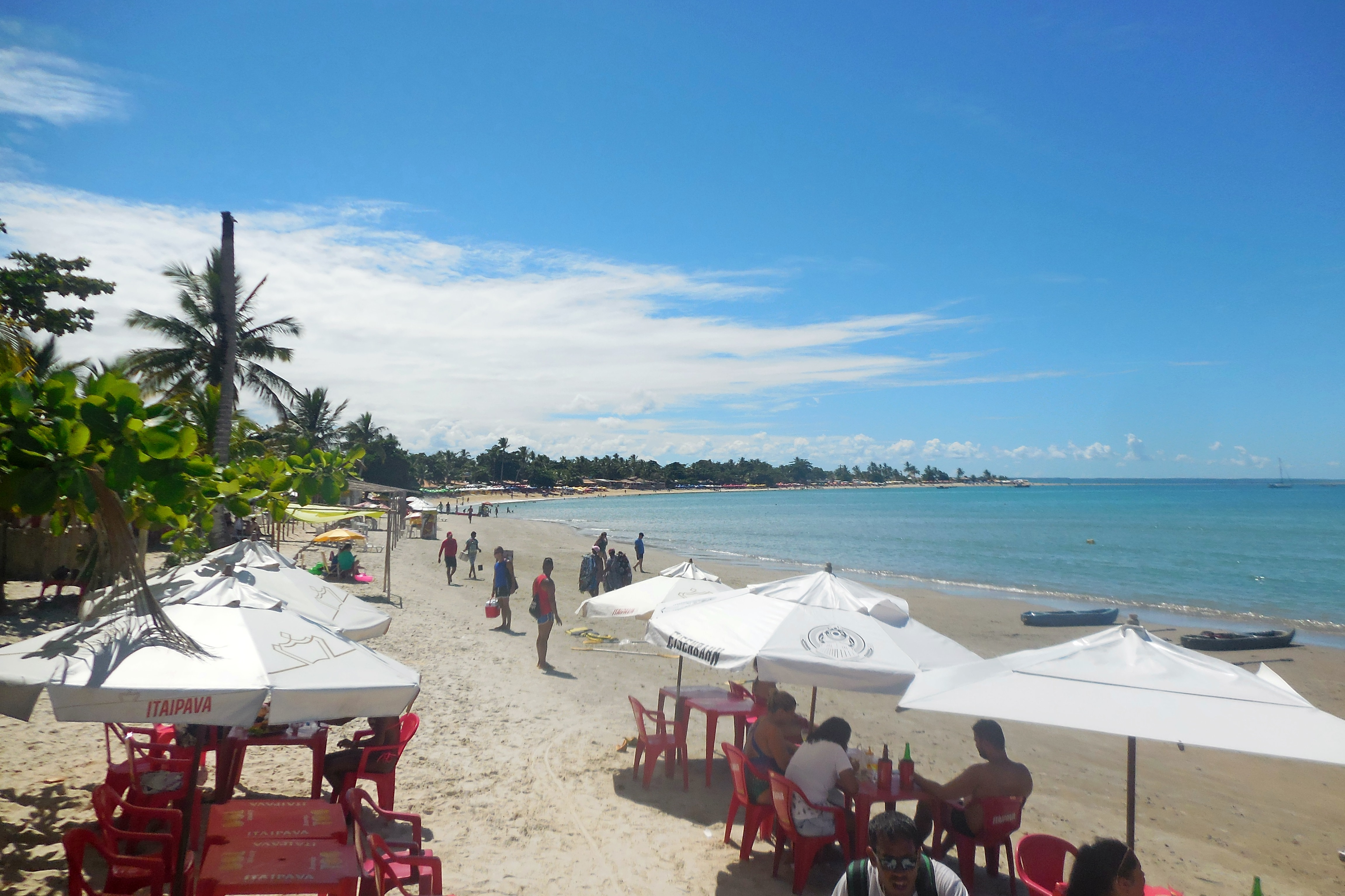
Praia da Coroa Vermelha em Santa Cruz Cabrália

A Praia da Coroa Vermelha é uma praia histórica localizada entre os municípios de Santa Cruz Cabrália e Porto Seguro, na Bahia.
É conhecida por ter abrigado a chegada da frota de Pedro Álvares Cabral ao Brasil, marcando o descobrimento do Brasil pelos europeus, em 22 de abril de 1500. Além de ter abrigado a primeira missa em solo brasileiro.

## Atrativos
Entre seus atrativos, está uma cruz que demarca o local onde foi realizada a primeira missa no Brasil. A praia também tem uma réplica da imagem de Nossa Senhora da Boa Esperança, trazida por Cabral.
Destaca-se também o artesanato da praia produzido por índios pataxós, além das tradicionais barracas, vendendo pratos típicos da culinária baiana.